# Chronologie des faits économiques et sociaux dans les années 1580
Chronologie de l'économie
Années 1570 - Années 1580 - Années 1590

## Événements
- 1579-1580 : Philippe II d'Espagne interdit les ports ibériques aux Provinces-Unies[1]. Après l’échec des expéditions de Cornelis de Houtman (1592-1597), plusieurs compagnies sont créées pour aller s’approvisionner en épices en Inde. Elles fusionnent en 1602 pour former la Compagnie néerlandaise des Indes orientales[2].
- Vers 1580 : introduction de la pomme de terre en Irlande, venue du Chili[3].
- 1580 : 130 tonnes d’équivalent argent sont envoyées par an d’Amérique vers l’Espagne[4].
- Vers 1580-vers 1630 : conjoncture économique difficile en Angleterre[5]. Les campagnes ont du mal à nourrir le surplus de population. Le ralentissement des échanges suscite de graves méventes (céréales, draps de laine).
- 1581 : fondation près de Steyr d’une société de commerce du fer, alors que l’exploitation des mines de fer de l’Erzberg de Styrie, à Innerberg, près de Leoben est à son apogée ; elle fait faillite en 1625 après le départ des protestants chassés par la Contre-Réforme. La production d'acier se contracte dans la région avec les troubles de la Guerre de Trente Ans[6],[7].

- 1581-1584 : des marchands français organisent des expéditions à la recherche de fourrures dans le golfe du Saint-Laurent[8].
- 1581-1594 : recensement des terres cultivées et enregistrement de toute la main-d’œuvre paysanne en Russie[9].
- 1582 : crise agricole en Europe. Début de la récession agricole en Espagne. La production céréalière chute de 30% entre 1570/1580 et 1640[10] avec des paliers de récupération de 1610 à 1615 et dans les années 1650[11].

- 1584 :
  - reprise de l’immigration à Venise de marranes portugais et espagnols, désignés sous le nom de Ponentines, qui construisent une synagogue en 1555 ou 1584 (Scuola Spagnuola). La communauté, retournée au judaïsme, prospère dans le commerce maritime[12].
  - la pêche au thon en Andalousie rapporte 70 000 ducats aux ducs de Medina Sidonia et d’Arcos[11].

- 1585 : 12 500 000 livres de taille sont levées par an en France[13].

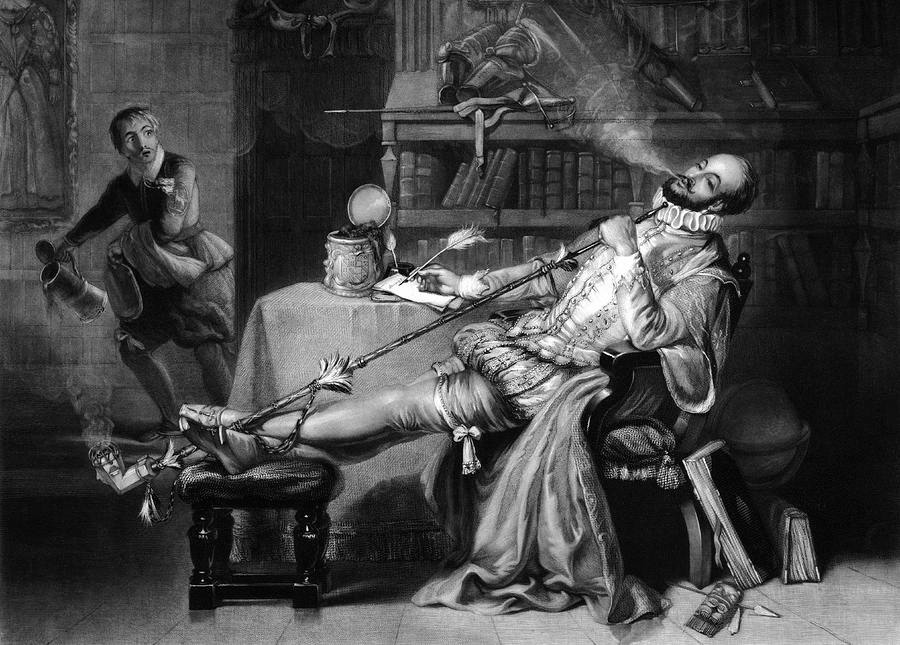
Walter Raleigh introduit le tabac en Angleterre.

- Vers 1585-1587 : Walter Raleigh introduit le tabac en Angleterre[14].
- 1586-1587 : crise agricole en Europe[15].
- 1586 : nouvelle charte de la compagnie anglo-russe chargée du commerce extérieur de la Russie[16].
- 1588 :
  - Leçon sur les monnaies de Davanzati[17].
  - Cause de la grandeur et magnificence des cités, de Botero[18].
  - l’ambassadeur anglais à Constantinople conclut un accord commercial selon lequel les draps anglais seraient échangés contre le « bétail blanc » (bœufs blancs de Moldavie, exportés via Dantzig)[19].
- 1589 : Della Ragion di Stato (De la raison d'État), de Giovanni Botero[20].

- Dégradation de la situation économique en France dans les années 1580. Les investisseurs se désintéressent des activités à risque, comme le commerce maritime, devenues moins lucrative, pour placer leur argent dans la rente foncière ou mobilière. Les destructions et pillages des gens de guerre ou des bandes de brigands aggravent la situation. Les mouvements de troupes favorisent la propagation des épidémies. Les loyers s’effondrent et les prix s’envolent. On constate pour la période 1580-1600 par rapport aux années 1550-1570 une baisse des dîmes et des produits du fermage d’environ un tiers pour les régions du Nord, d’un cinquième ou d’un quart dans la région parisienne, de 35 à 43 % dans les régions du Centre-Est (Bourgogne, Auvergne, Lyonnais) et du Midi méditerranéen. En 1590, les salaires agricoles dans la région parisienne sont au plus bas à l’indice 69,3 (cf. 1550, 1601). La guerre civile perturbe le commerce[21].

- Maghreb : mise en valeur de la Mitidja, qui selon Diego de Haedo produit pour une ville d'Alger grandissante, bétail, lait et beurre, fèves, pois chiches, lentilles, melons, concombres, volailles, pigeons, blé et orge. Elle exporte cire, cuirs et soie[22].

### Démographie
- La France compte 19,3 millions d’habitants (frontières actuelles).
- Moins de 2 millions d’Indiens au Mexique[23].

- Amérique latine : un questionnaire formulé entre 1582 et 1586, le document à l’origine des Relaciones geográficas de Indias (es), témoigne que les Indiens ont conscience du drame démographique qu’ils connaissent : parmi les causes du phénomène, ils citent, dans l’ordre : la guerre, les épidémies, les migrations, la mortalité due aux travaux excessifs... La société indienne est aussi victime de l’alcoolisme (avant la conquête, le pulque au Mexique et le chicha dans les Andes ne se consommaient qu’à l’occasion des fêtes religieuses). La culture de la coca se développe après l’arrivée des Espagnols[24].